# 1948 no cinema

## Eventos
- Inauguração da Cinemateca Portuguesa.

## Principais filmes estreados
- 3 Godfathers, de John Ford, com John Wayne
- Adventures of Don Juan, de Vincent Sherman, com Errol Flynn e Ann Rutherford
- All My Sons, de Irving Reis, com Edward G. Robinson e Burt Lancaster
- Anna Karenina, de Julien Duvivier, com Vivien Leigh e Ralph Richardson
- Arch of Triumph, de Lewis Milestone, com Ingrid Bergman, Charles Boyer e Charles Laughton
- The Big Clock, de John Farrow, com Ray Milland, Charles Laughton, Maureen O'Sullivan e Elsa Lanchester
- The Boy with Green Hair, de Joseph Losey, com Robert Ryan e Dean Stockwell
- Call Northside 777, de Henry Hathaway, com James Stewart e Lee J. Cobb
- La Chartreuse de Parme, de Christian-Jaque, com Gérard Philipe
- Easter Parade, de Charles Walters, com Judy Garland, Fred Astaire, Peter Lawford e Ann Miller
- Escape, de Joseph L. Mankiewicz, com Rex Harrison
- Fado, História de uma Cantadeira, de Perdigão Queiroga, com Amália Rodrigues, Virgílio Teixeira, Vasco Santana, António Silva e Eugénio Salvador
- The Fallen Idol de Carol Reed, com Ralph Richardson e Michèle Morgan
- Force of Evil, de Abraham Polonsky, com John Garfield
- A Foreign Affair, de Billy Wilder, com Jean Arthur e Marlene Dietrich
- Fort Apache, de John Ford, com John Wayne, Henry Fonda, Shirley Temple e Victor McLaglen
- Germania anno zero, de Roberto Rossellini
- Hamlet, de e com Laurence Olivier e com Jean Simmons e Anthony Quayle
- I Remember Mama, de George Stevens, com Irene Dunne e Barbara Bel Geddes
- I Walk Alone, de Byron Haskin, com Burt Lancaster e Kirk Douglas
- Joan of Arc, de Victor Fleming, com Ingrid Bergman, Leif Erickson e José Ferrer
- Johnny Belinda, de Jean Negulesco, com Jane Wyman, Lew Ayres, Charles Bickford e Agnes Moorehead
- Key Largo, de John Huston, com Humphrey Bogart, Edward G. Robinson, Lauren Bacall e Lionel Barrymore
- Ladri di biciclette, de Vittorio De Sica
- Letter from an Unknown Woman, de Max Ophüls, com Joan Fontaine
- Louisiana Story, de Robert J. Flaherty
- Macbeth de e com Orson Welles
- Miranda, de Ken Annakin, com Glynis Johns, Margaret Rutherford e David Tomlinson
- Mr. Blandings Builds His Dream House, de H. C. Potter, com Cary Grant, Myrna Loy e Melvyn Douglas
- The Naked City, de Jules Dassin
- Oliver Twist, de David Lean, com Robert Newton e Alec Guinness
- Les Parents terribles, de Jean Cocteau, com Jean Marais
- The Pirate, de Vincente Minnelli, com Judy Garland e Gene Kelly
- Portrait of Jennie, de William Dieterle, com Jennifer Jones, Joseph Cotten, Ethel Barrymore e Lillian Gish
- Red River, de Howard Hawks, com John Wayne, Montgomery Clift e Walter Brennan
- The Red Shoes, de Michael Powell e Emeric Pressburger
- Río Escondido, de Emilio Fernández, com María Félix
- Rope, de Alfred Hitchcock, com James Stewart e John Dall
- The Search de Fred Zinnemann, com Montgomery Clift
- Secret Beyond the Door..., de Fritz Lang, com Joan Bennett, Michael Redgrave e Anne Revere
- Sleep, My Love, de Douglas Sirk, com Claudette Colbert e Don Ameche
- The Snake Pit, de Anatole Litvak, com Olivia de Havilland e Celeste Holm
- A Song Is Born, de Howard Hawks, com Danny Kaye, Virginia Mayo e Louis Armstrong
- Sorry, Wrong Number, de Anatole Litvak, com Barbara Stanwyck e Burt Lancaster
- State of the Union, de Frank Capra, com Spencer Tracy, Katharine Hepburn e Angela Lansbury
- La terra trema, de Luchino Visconti
- They Live by Night, de Nicholas Ray, com Cathy O'Donnell e Farley Granger
- The Three Musketeers, de George Sidney, com Gene Kelly, Lana Turner, June Allyson, Angela Lansbury e Vincent Price
- The Treasure of the Sierra Madre, de John Huston, com Humphrey Bogart
- Unfaithfully Yours, de Preston Stuges, com Rex Harrison e Linda Darnell
- Yellow Sky, de William A. Wellman, com Gregory Peck, Anne Baxter e Richard Widmark
- Yoidore tenshi, de Akira Kurosawa, com Toshirô Mifune
- Yoru no onnatachi, de Kenji Mizoguchi

## Nascimentos
| Data            | Nome                  | Profissão                                                                                         | Nacionalidade  | Observações | Ref |
| --------------- | --------------------- | ------------------------------------------------------------------------------------------------- | -------------- | ----------- | --- |
| 16 de janeiro   | John Carpenter        | cineasta                                                                                          | Estados Unidos |             |     |
| 4 de fevereiro  | Marisol (Pepa Flores) | atriz e cantora                                                                                   | Espanha        |             |     |
| 20 de fevereiro | Jennifer O'Neill      | atriz                                                                                             | Estados Unidos |             |     |
| 20 de fevereiro | Larry Rapp            | ator                                                                                              | Estados Unidos |             |     |
| 11 de março     | Dominique Sanda       | atriz                                                                                             | França         |             |     |
| 28 de março     | Dianne Wiest          | atriz                                                                                             | Estados Unidos |             |     |
| 8 de maio       | Carl Schenkel         | cineasta                                                                                          | Suíça          | m. 2003     |     |
| 31 de maio      | Marília Gabriela      | jornalista, escritora, atriz e apresentadora de televisão                                         | Brasil         |             |     |
| 12 de julho     | Dušan Kovačević       | dramaturgo e realizador                                                                           | Iugoslávia     |             |     |
| 6 de julho      | Nathalie Baye         | atriz                                                                                             | França         |             |     |
| 30 de julho     | Jean Reno             | ator                                                                                              | França         |             |     |
| 7 de agosto     | Jorge Silva Melo      | cineasta, actor, encenador, dramaturgo, tradutor, ensaísta, crítico de teatro e cinema e cronista | Portugal       |             |     |
| 25 de Agosto    | Tony Ramos            | ator                                                                                              | Brasil         |             |     |
| 18 de setembro  | Neila Tavares         | atriz e escritora                                                                                 | Brasil         |             |     |
| 19 de setembro  | Jeremy Irons          | ator                                                                                              | Inglaterra     |             |     |
| 26 de setembro  | Mary Beth Hurt        | atriz                                                                                             | Estados Unidos |             |     |
| 17 de outubro   | Margot Kidder         | atriz                                                                                             | Canadá         |             |     |
| 9 de novembro   | Bille August          | cineasta                                                                                          | Dinamarca      |             |     |
| 10 de novembro  | Mário Viegas          | ator                                                                                              | Portugal       | m. 1996     |     |
| 20 de novembro  | Richard Masur         | ator                                                                                              | Estados Unidos |             |     |
| 6 de dezembro   | JoBeth Williams       | atriz                                                                                             | Estados Unidos |             |     |
| 21 de dezembro  | Samuel L. Jackson     | ator                                                                                              | Estados Unidos |             |     |
| 24 de dezembro  | Orlando Costa         | ator                                                                                              | Portugal       |             |     |
| 27 de dezembro  | Gérard Depardieu      | ator                                                                                              | França         |             |     |

## Mortes
| Data            | Nome               | Profissão                                 | Nacionalidade   | Observações | Ref |
| --------------- | ------------------ | ----------------------------------------- | --------------- | ----------- | --- |
| 11 de fevereiro | Sergei Eisenstein  | cineasta                                  | União Soviética | n. 1898     |     |
| 6 de junho      | Louis Jean Lumière | fundador do cinematógrafo com o seu irmão | França          | n. 1864     |     |
| 18 de setembro  | Cottinelli Telmo   | cineasta e arquiteto                      | Portugal        | n. 1897     |     |